# シビック・クリエイティブ・ベース東京
シビック・クリエイティブ・ベース東京（シビック・クリエイティブ・ベースとうきょう、Civic Creative Base Tokyo）は、東京都渋谷区宇田川町3-1（渋谷東武ホテル地下2階）にあるスタジオ、ラボ、ギャラリー。デジタルテクノロジーの活用を通じて、人々の創造性を社会に発揮する（シビック・クリエイティブ）ための活動拠点を目指し、おもにコンピューターや映像を使った芸術であるメディアアートに関する企画展を行うほか、その制作やワークショップも行っている。
通称「CCBT（シーシービーティー）」。公益財団法人東京都歴史文化財団が運営に当たっている。

## 沿革
2022年に建設された。設計者はupsetters architects。スタジオ、ラボ、ギャラリーを備える複合文化施設である。渋谷公園通りに面した渋谷東武ホテルの地下2Fに位置し、付近にはLINE CUBE SHIBUYA（渋谷公会堂）や渋谷パルコがある。

## 施設
- スタジオA（用途）
- スタジオB（用途）
- オープンスペース（用途）
- テックラボ（用途）

## コアプログラム / CORE PROGRAMS
（この節の出典：）
CCBTは、アート、テクノロジー、デザインをテーマにした様々なプログラムを通じ、参加する人々すべてが創造性を発揮する、広く開かれたプラットフォームを目指している。

### CCBT Meetup
（この節の出典：）
アート、テクノロジー、デザインの多様なトピックを学ぶトークやレクチャー、コミュニティ形成
「シビック・クリエイティブ」や「デジタル・クリエイティブ」について知り、共に思考するトークやレクチャー、ワークショップなどイベントを開催している。また、この取り組みを通してCCBTを拠点とするコミュニティ形成を図っている。

### アート・インキュベーション・プログラム
（この節の出典：）
CCBTのパートナーとなるアーティスト、企画を公募する、国内最大規模のアーティスト・フェロー制度
クリエイターに新たな創作活動の機会を提供し、そのプロセスを市民に開放することで、都市をより良く変える表現・探求・アクションを創造している。年度毎に公募・選考によって選ばれる「アーティスト・フェロー」は、企画の具体化と発表、創作過程の公開やワークショップ、トークイベント等を実施し、CCBTのパートナーとして活動する。

#### 2023年度 フェロー
- TMPR（岩沢兄弟＋堀川淳⼀郎＋美⼭有＋中⽥⼀会）
- Synflux
- contact Gonzo
- SnoezeLab.
- ELECTRONICOS FANTASTICOS!

#### 2022年度 フェロー
- 浅見和彦+ゴッドスコーピオン+吉田山
- Tomo Kihara + Playfool
- SIDE CORE
- 犬飼博士とデベロップレイヤーたち
- 野老朝雄+平本知樹+井口皓太

### 未来提案型キャンプ
（この節の出典：）
アーティストやエンジニア、研究者、市民が、アート＆テクノロジーを学び、社会課題に取り組むキャンプ
多様な人々が協働し、アートとデジタルテクノロジーによる創作活動を行う長期ワークショップを開催している。設定された課題について学び、共同で開発に取り組むことを通じて、クリエイティブなアプローチで社会課題に取り組んでいる。

### アート×テックラボ
（この節の出典：）
デジタルファブリケーション機器を活用し、アート＆テクノロジーを実践的に学ぶワークショップ
デジタルクリエイティブに出会う場として、各分野の専門家を講師に迎えたワークショップを実施している。この取り組みを通して、テクノロジーを活用するための知識や方法を学ぶことを目指している。

## 交通アクセス
- 東急東横線・東急田園都市線、東京メトロ半蔵門線・東京メトロ副都心線 渋谷駅B1出口より徒歩7分
- 東日本旅客鉄道（JR東日本）山手線・埼京線・湘南新宿ライン、京王井の頭線、東京メトロ銀座線 渋谷駅ハチ公改札口より徒歩8分
- 京王バスの新宿駅西口発【宿51】、中野駅発【渋63】【渋64】、笹塚駅発【渋69】、永福町駅発【渋68】（すべて渋谷駅行）にて、バス停「渋谷区役所」より徒歩2分、「神南一丁目」より徒歩3分